# Kamee mit Valerian und Schapur I.
Die Kamee mit Valerian und Schapur I. ist heute im Cabinet des Médailles der Bibliothèque nationale de France ausgestellt, wo sie sich seit 1893 befindet. Das Objekt hat die Inventarnummer Camée 360 und ist aus Sardonyx gefertigt. Die Kamee ist 6,8 cm hoch und 10,3 cm breit. Für die Darstellung wurde geschickt die Maserung des 0,9 Zentimeter starken Steins verwendet. Der Hintergrund ist dunkel, die Hauptfiguren sind weiß, während erhabene Details orange und braun sind.
Die Kamee zeigt zwei Reiter und wird als die Gefangennahme des römischen Kaisers Valerian (regierte 253 bis 260 n. Chr.) bei der Schlacht von Edessa im Jahr 260 interpretiert. In dieser Schlacht schafften es die sassanidischen Truppen unter Schapur I. (regierte 241–272 n. Chr.) den römischen Kaiser gefangen zu nehmen. Das Ereignis war von hoher symbolischer Bedeutung für das junge Reich. Vergleichbare Szenen aus dem sassanidischen Reich zeigen meist die Unterwerfung von Philippus Arabs. Schapur I. trägt eine Helm mit einem Globus. Auf seinen Schultern befindet sich ebenfalls jeweils ein Globus. Der bartlose römische Kaiser hält ein Schwert in seiner Rechten, während sein linker Arm von dem sassanidischen Herrscher festgehalten wird. Auf seinem Kopf trägt er die kaiserlichen Lorbeeren.
Es kann vermutet werden, dass nach der Eroberung von Antiochia (256 n. Chr.) viele Handwerker und Künstler verschleppt wurden und für den sassanidischen Hof arbeiteten. Dies kann auch für den Schöpfer dieser Kamee angenommen werden.